# Arcidiocesi di Tarragona

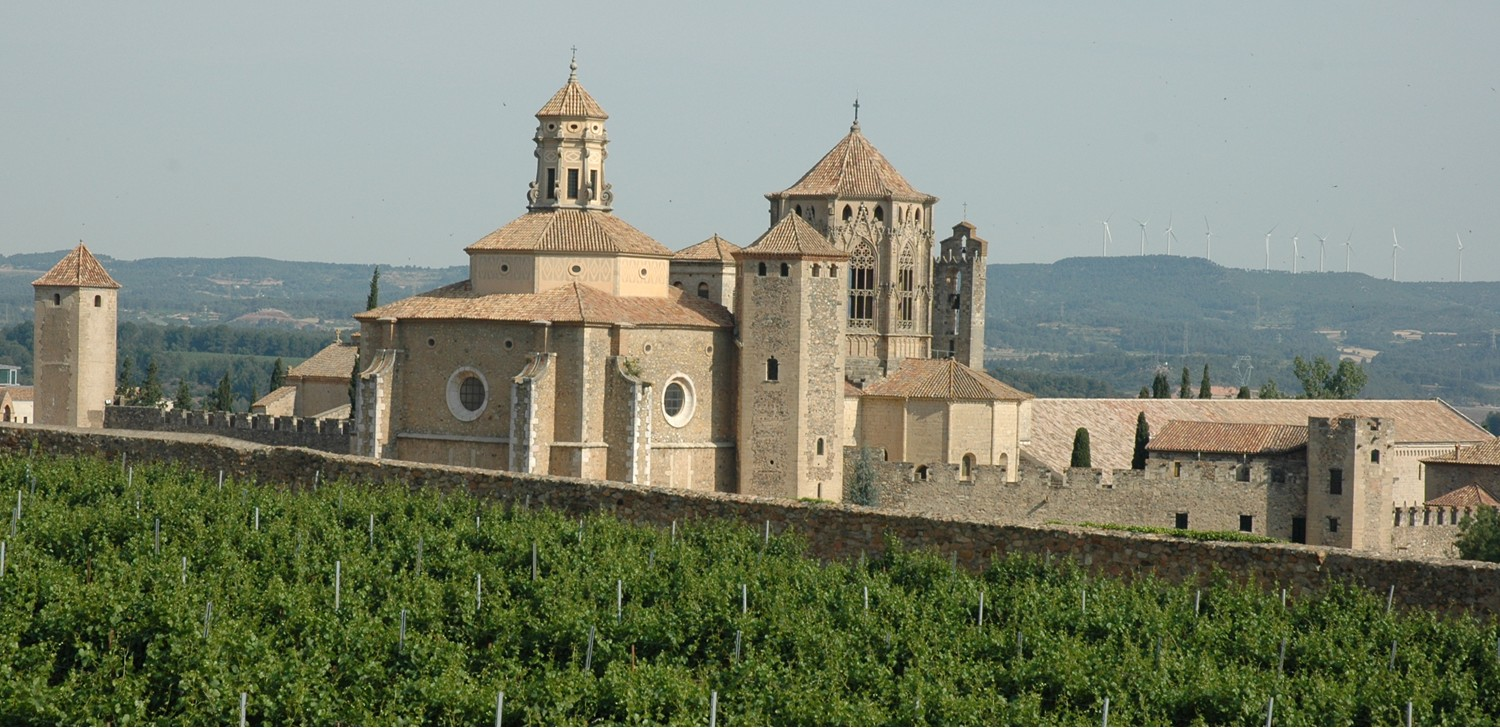
Il monastero di Poblet

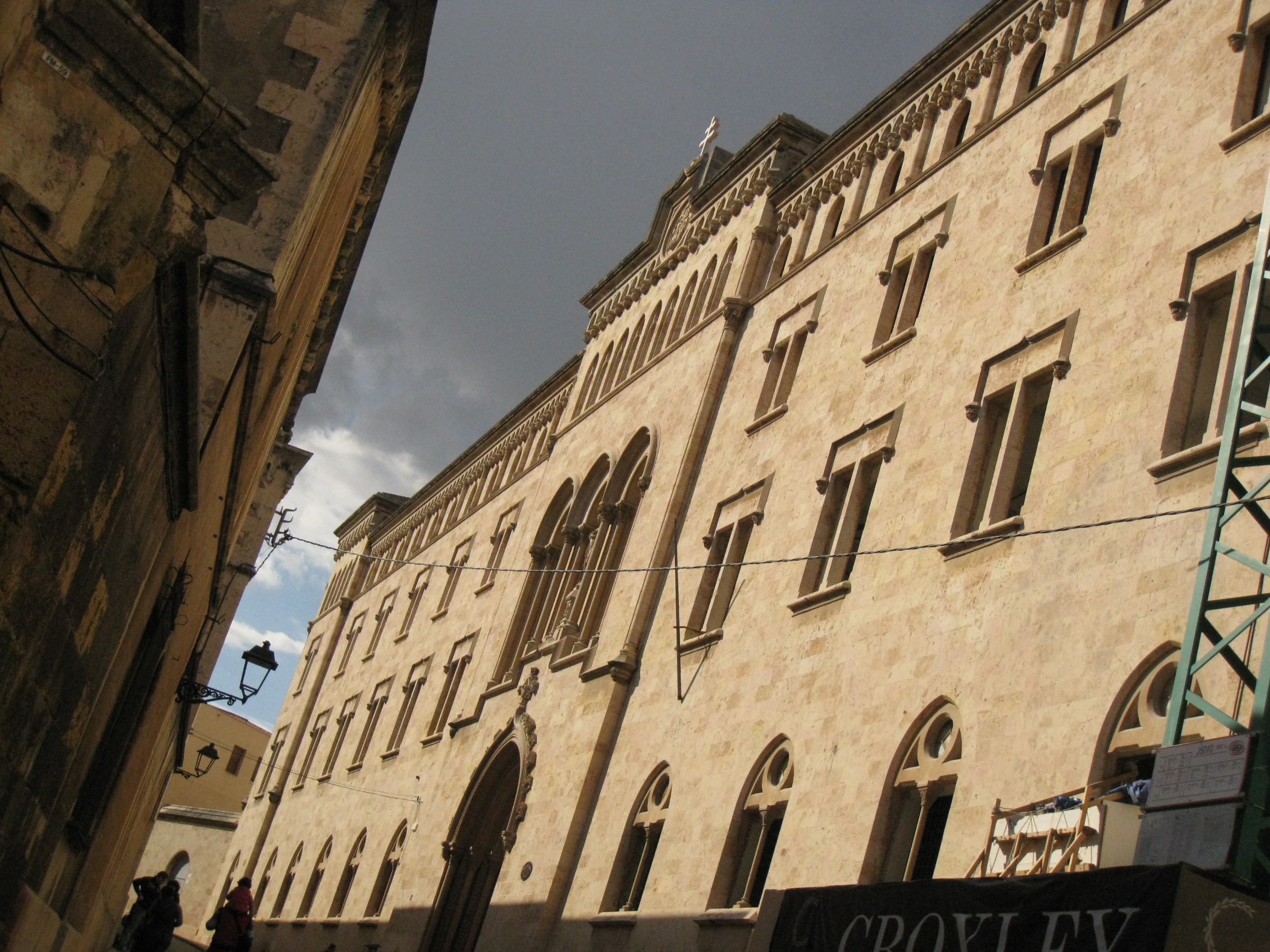
Il seminario arcidiocesano di Tarragona.

L'arcidiocesi di Tarragona (in latino Archidioecesis Tarraconensis) è una sede metropolitana della Chiesa cattolica in Spagna. Nel 2023 contava 541.800 battezzati su 645.025 abitanti. È retta dall'arcivescovo Joan Planellas i Barnosell.

## Territorio
L'arcidiocesi comprende la provincia di Tarragona, nella comunità autonoma spagnola della Catalogna.
Sede arcivescovile è la città di Tarragona, dove si trova la basilica cattedrale metropolitana e primaziale di Santa Tecla. Molto importante e ricco di storia è il monastero di Santa Maria di Poblet, che sorge a Vimbodí.
Il territorio è suddiviso in 3 vicariati, a loro volta suddivisi in 11 arcipresbiterati, che sono ancora suddivisi in 201 parrocchie.

### Provincia ecclesiastica
La provincia ecclesiastica di Tarragona, istituita fin dal V secolo, comprende oggi le seguenti suffraganee:
- la diocesi di Gerona
- la diocesi di Lleida
- la diocesi di Solsona
- la diocesi di Tortosa
- la diocesi di Urgell
- la diocesi di Vic

## Storia
La diocesi di Tarragona secondo la tradizione fu eretta nel I secolo, a seguito della predicazione di san Paolo in Spagna, avvenuta nell'anno 64. Tuttavia, i primi vescovi di questa sede sono noti a partire dalla metà del III secolo.
Già dal V secolo fu elevata al rango di arcidiocesi. Il primo arcivescovo fu Giovanni (470-502). Tuttavia il suo predecessore Ascanio aveva guidato il sinodo del 464 a cui erano presenti i vescovi della provincia ecclesiastica. Il sinodo richiese poi l'autorità del vescovo di Roma per problemi riguardanti nomine episcopali, papa Ilario indisse nel 465 un Concilio, in cui fu sancito che i vescovi della provincia dovevano ricevere l'approvazione del metropolita Ascanio.
Nel 516 si tenne il primo concilio provinciale alla presenza di 10 vescovi e presieduto dal metropolita Giovanni.
Dall'VIII secolo fino a metà del X secolo la sede rimase vacante a causa dell'invasione araba. Nel 711 il vescovo san Prospero e alcuni cittadini dell'antica Tarraco trovarono rifugio sulle coste italiane. Portarono con loro un antico libro liturgico, l'Orazionale visigotico tarraconense, che è oggi conservato nella Biblioteca capitolare di Verona.
Quando la diocesi fu ristabilita, l'arcivescovo Cesareo ebbe difficoltà a far valere il titolo metropolitano, perché le diocesi suffraganee erano divenute de facto suffraganee di Narbona. Aimerico (927-977) e i suoi successori Armengol (977-1019), Guifredo de Cerdaña (1019-1079), Pedro Berenguer (1079) e Dalmacio (1079-1091) vescovi di Narbona, useranno illegittimamente il titolo di arcivescovo di Tarragona. Dopo Cesareo la sede di Tarragona rimarrà vacante. Attone nel 971 ebbe per breve tempo il titolo di arcivescovo di Tarragona da papa Giovanni XIII e cercò di restaurare la metropolia, traslandone la sede a Vic.
Il 1º giugno 1091 papa Urbano II ristabilì ufficialmente l'arcidiocesi, a capo della quale pose Berenguer Seniofredo de Lluçá, che conservò la cattedra vescovile di Vic a motivo della povertà della sede tarragonese. L'arcivescovo di Narbona lo accusò di voler dismembrare la sua metropolia e lo tenne prigioniero finché non ebbe pagato un cospicuo indennizzo.
Il successore beato Ollegario compare anche nelle cronotassi della diocesi di Barcellona e il suo trasferimento a Tarragona è taciuto da molte fonti. Certamente non risiedette a Tarragona, come neppure il suo successore Gregorio. Il primo arcivescovo a fare ritorno in città fu Bernardo Tort.
Nel 1151 fu fondato il monastero cistercense di Santa Maria di Poblet.
Il 23 marzo 1154 papa Anastasio IV stabilì i confini dell'arcidiocesi e le suffraganee: Gerona, Barcellona, Urgell, Vic, Lérida, Tortosa, Saragozza, Huesca, Pamplona, Tarazona e Calahorra. Nello stesso anno il vescovo eresse il capitolo della cattedrale.
Nel 1171 si iniziò la costruzione dell'attuale cattedrale.
Il 17 giugno 1207 papa Innocenzo III concesse agli arcivescovi di Tarragona il privilegio di incoronare a Saragozza i re d'Aragona.
Il 10 ottobre 1238 fu eretta la diocesi di Valencia e aggregata alla provincia ecclesiastica di Tarragona dopo una lunga contesa con la sede di Toledo.
Nel 1318 Saragozza fu elevata al rango di arcidiocesi metropolitana con le suffraganee Huesca, Tarazona, Pamplona e Calahorra.
Nel 1331 la cattedrale fu solennemente consacrata alla presenza degli arcivescovi sardi e dei vescovi della provincia.
Dal 1380 al 1388 la cattedra arcivescovile rimase vacante, per il rifiuto del re Pietro III d'Aragona di intervenire a sostegno di qualsiasi fazione nello scisma d'Occidente.
Domingo Ram fu il primo arcivescovo a governare la diocesi con la porpora cardinalizia, che aveva ottenuto il 10 marzo 1430.
Il 19 luglio 1492 la sede di Valencia fu elevata al rango di arcidiocesi metropolitana.
Nel 1498 si pubblicò un messale secondo la "consuetudinem Ecclesiæ Tarraconensis". Rimarrà in vigore fino al 1589, quando sarà introdotto il rito romano.
Subito dopo il Concilio di Trento, nel 1570, fu eretto il seminario metropolitano di san Paolo e santa Tecla.
Nel 1593 fu eretta la diocesi di Solsona e aggregata alla provincia ecclesiastica di Tarragona.
Nel 1671 si diede alle stampe un altro libro liturgico proprio dell'arcidiocesi, un Rituale.
Il 15 ottobre 1673 l'università di Tarragona, l'arcivescovo e i consoli della città giurano di difendere il dogma dell'Immacolata Concezione.
Nel 1691 il concilio provinciale stabilì che l'arcivescovo di Tarragona dovesse continuare ad usare il titolo di primate di Spagna.
Il 15 dicembre 1712 l'arcivescovo Isidro Bertrán, che aderiva al partito del pretendente al trono Carlo d'Austria, fu deposto da Filippo V con regio decreto e la sede fu dichiarata vacante. L'anno successivo papa Clemente XI indirizzò al re di Spagna una bolla di protesta e l'arcivescovo faceva atto di sottomissione. Tuttavia, Filippo non volle ritrattare la deposizione.
Nel 1722 si ripropose nuovamente la questione dei diritti primaziali di Toledo sulla provincia ecclesiastica di Tarragona e le pretese toletane vennero respinte.
Nel 1813 le truppe napoleoniche depredarono il palazzo arcivescovile, distruggendo gli archivi diocesani e capitolari. Non risparmiarono neppure una reliquia di santa Tecla conservata nel monastero di Sant Cugat. A seguito della distruzione, nel 1815 si iniziò a costruire il nuovo palazzo arcivescovile.
A seguito dello scioglimento in tutta la Spagna degli ordini monastici e della chiusura dei monasteri con la confisca delle loro terre, a causa dei decreti di desamortización adottati dal governo di Juan Álvarez Mendizábal nel 1835, il monastero di Santa Maria di Poblet venne abbandonato e per quasi un secolo sarà oggetto di saccheggi da parte della popolazione locale.
Nel 1869 l'arcivescovo Fleix y Solans partecipò al Concilio Vaticano I prendendo posto fra i primati.
Il 14 agosto 1897 papa Leone XIII trasformò il seminario in università pontificia.
Nel 1936 durante la Guerra civile spagnola furono assassinati il vescovo ausiliare Manuel Borràs, 136 sacerdoti sui 404 sacerdoti dell'arcidiocesi e molti altri fra religiosi e laici. Tuttavia, nel 1937 l'arcivescovo cardinale Vidal y Barraquer, che aveva precedentemente rifiutato un'onorificenza della repubblica, non firmerà la lettera pastorale dei vescovi spagnoli a favore di Francisco Franco. Dal 1939 al 1943, data della sua morte, il cardinale fu in esilio e la sede rimase senza pastore.
Nel 1940 riprese la vita monastica nel monastero di Santa Maria di Poblet.
Il 6 giugno 1957, in forza del decreto Initis inter della Congregazione concistoriale, furono rivisti i confini dell'arcidiocesi per farli coincidere con quelli della provincia civile, in applicazione del concordato tra la Santa Sede e il governo spagnolo del 1953. L'arcidiocesi di Tarragona si ampliò con 21 parrocchie appartenute alla diocesi di Barcellona e con 9 appartenute alla diocesi di Vic.
Il 25 marzo 1964 la diocesi di Barcellona è elevata al rango di arcidiocesi immediatamente soggetta alla Santa Sede.
Nel 1988 l'arcidiocesi di Tarragona ha adottato una suddivisione in 11 arcipresbiterati.

## Cronotassi dei vescovi
Si omettono i periodi di sede vacante non superiori ai 2 anni o non storicamente accertati.
- San Fruttuoso † (? - 21 gennaio 259 deceduto)
- Imerio † (385)
- Ilario † (402)
- Tiziano ? † (menzionato nel 419/421)[2]
- Ascanio † (prima del 463 - dopo il 465)[2]
- Emiliano † (465 ?)
- Giovanni † (469/470 - 519/520 deceduto)[2]
- Sergio † (menzionato nel 546)[3]
- Tranquillino † (circa 560 - dopo il 580)
- Eufemio † (?)
- Artemio † (prima del 589 - dopo il 592)[4]
- Asiatico † (menzionato nel 599)[4]
- Eusebio † (prima del 610 - circa 632 deceduto)[4]
- Audace † (menzionato nel 633)[4]
- Selva ? † (menzionato nel 635)
- Protasio † (prima del 638 - dopo il 646)[4]
- Faluax ? † (645 - 668)
- Cipriano † (prima del 683 - dopo il 688)[4]
- Vera † (menzionato nel 693)[4]
- San Prospero † (? - 711)
  - Sede vacante (711-956)
- Cesareo † (956 - 981)
- Attone † (gennaio 971 - 21 agosto 971 deceduto)
  - Sede vacante (?-1091)
- Berenguer Seniofredo de Lluçá † (circa 1091 - 11 gennaio 1099 deceduto)
  - Sede vacante (1099-1118)
- Beato Ollegario † (prima del 21 marzo 1118 - 6 marzo 1137 deceduto)
- Gregorio, O.S.B. † (1143 - 25 marzo 1146 deceduto)
- Bernardo Tort † (maggio 1146 - 28 giugno 1163 deceduto)
- Hug de Cervelló † (14 luglio 1163 - 17 aprile 1171 deceduto)
- Guillermo de Torroja † (1171 - 7 marzo 1174 deceduto)
- Berenguer de Vilademuls † (prima del 21 marzo 1174 - 16 febbraio 1194 deceduto)
- Ramón de Castelltersol † (17 novembre 1194 - 4 novembre 1198 deceduto)
- Ramón de Rocabertí † (marzo 1199 - 6 gennaio 1215 deceduto)
- Espárago de la Barca † (23 febbraio 1215 - 3 marzo 1233 deceduto)
  - Guillem de Montgrí † (1234 - 1237 dimesso) (arcivescovo eletto)
- Pedro de Albalat, O.Cist. † (1238 - 2 luglio 1251 deceduto)
- Benito de Rocabertí † (9 agosto 1251 - 2 maggio 1268 deceduto)
- Bernardo de Olivella, O. de M. † (24 maggio 1272 - 29 ottobre 1287 deceduto)
- Rodrigo Tello † (6 ottobre 1288 - 16 dicembre 1307 deceduto)
- Guillermo de Rocabertí † (12 aprile 1309 - 25 febbraio 1315 deceduto)
- Ximeno Martínez de Luna y de Alagón † (26 marzo 1317 - 17 agosto 1328 nominato arcivescovo di Toledo)
  - Juan de Aragón y Anjou † (17 agosto 1328 - 19 agosto 1334) (amministratore apostolico, anche patriarca di Alessandria)
- Arnaldo Sescomes † (7 ottobre 1334 - 9 settembre 1346 deceduto)
- Sancho López de Ayerbe, O.F.M. † (30 ottobre 1346 - 22 agosto 1357 deceduto)
- Pedro de Clasquerí † (30 ottobre 1357 - 10 gennaio 1380 deceduto) (anche patriarca di Antiochia)
- Iñigo de Valterra † (28 maggio 1380 - 17 febbraio 1407 deceduto)
- Pedro de Sagarriga y de Pau † (15 giugno 1407 - 31 dicembre 1418 deceduto)
- Dalmacio de Mur y de Cervelló † (17 gennaio 1419 - 18 aprile 1431 nominato arcivescovo di Saragozza)
- Gonzalo Fernández de Hijar † (18 aprile 1431 - 11 novembre 1433 deceduto)
  - Domingo Ram y Lanaja † (25 agosto 1434 - 4 luglio 1440 nominato arcivescovo) (amministratore apostolico)
- Domingo Ram y Lanaja † (4 luglio 1440 - 25 aprile 1445 deceduto)
- Pedro de Urrea † (4 giugno 1445 - 9 settembre 1489 deceduto) (anche patriarca di Alessandria)
- Gonzalo Fernández de Heredia y de Bardají † (14 giugno 1490 - 21 novembre 1511 deceduto)
- Alfonso de Aragón y Sánchez † (1º ottobre 1512 - 26 agosto 1514 deceduto)
- Pedro Folch de Cardona † (8 gennaio 1515 - 11 aprile 1530 deceduto)
- Luigi de Cardona i Enríquez † (23 gennaio 1531 - 13 novembre 1532 deceduto)
  - Girolamo Doria † (8 maggio 1533 - 25 marzo 1558 deceduto) (amministratore apostolico)
- Fernando de Loaces (Loazes), O.P. † (26 aprile 1560 - 28 aprile 1567 nominato arcivescovo di Valencia)
- Bartolomé Sebastián de Aroitia † (1º ottobre 1567 - 14 dicembre 1568 deceduto)
- Gaspar Cervantes de Gaete † (23 luglio 1568 - 17 ottobre 1575 deceduto)
- Antonio Agustín † (17 dicembre 1576 - 31 maggio 1586 deceduto)
- Juan Terés † (17 marzo 1587 - 10 luglio 1603 deceduto)
- Juan Vich Manrique de Lara † (10 maggio 1604 - 4 marzo 1612 deceduto)
- Juan de Moncada † (30 luglio 1612 - 3 novembre 1622 deceduto)
- Juan Hoces † (29 marzo 1624 - 22 maggio 1626 deceduto)
- Juan Guzmán, O.F.M. † (6 ottobre 1627 - 6 giugno 1633 nominato arcivescovo di Saragozza)
- Antonio Pérez, O.S.B. † (28 novembre 1633 - 1º maggio 1637 deceduto)
  - Sede vacante (1637-1653)
- Francisco de Rojas-Borja y Artés † (8 gennaio 1653 - 23 aprile 1663 nominato vescovo di Avila)
- Juan Manuel de Espinosa, O.S.B. † (26 novembre 1663 - 12 febbraio 1679 deceduto)
- José Sanchis y Ferrandis, O. de M. † (27 novembre 1679 - 26 marzo 1694 deceduto)
- José Llinás y Aznar, O. de M. † (11 ottobre 1694 - 15 novembre 1710 deceduto)
- Isidro Bertrán García † (1º agosto 1712 - 10 ottobre 1719 deceduto)
- Miguel Juan de Taverner y de Rubí † (16 dicembre 1720 - 24 marzo 1721 deceduto)
- Manuel Samaniego Jaca † (1º dicembre 1721 - 20 settembre 1728 nominato arcivescovo di Burgos)
- Pedro Copóns Copóns † (15 dicembre 1728 - 19 aprile 1753 deceduto)
- Jaime Cortada Bru † (26 settembre 1753 - 28 aprile 1762 deceduto)
- Lorenzo Despuig Cotoner † (18 luglio 1763 - 22 febbraio 1764 deceduto)
- Juan Lario Lancis † (20 agosto 1764 - 6 settembre 1777 deceduto)
- Joaquín Santiyán Valdivieso † (1º marzo 1779 - 5 luglio 1783 deceduto)
- Francisco Armañá Font, O.S.A. † (14 febbraio 1785 - 4 maggio 1803 deceduto)
- Romualdo Antonio Mon y Velarde † (26 settembre 1803 - 23 settembre 1816 nominato arcivescovo di Siviglia)
- Antonio Bergosa y Jordán † (15 novembre 1817 - 18 luglio 1819 deceduto)
- Santiago Creus Martí † (29 maggio 1820 - 17 settembre 1825 deceduto)
- Antonio Fernando Echanove Zaldívar † (13 marzo 1826 - 14 novembre 1854 deceduto)
- José Domingo Costa y Borrás † (3 agosto 1857 - 14 aprile 1864 deceduto)
- Francisco Fleix Solans † (22 settembre 1864 - 28 luglio 1870 deceduto)
- Esteban José Pérez Fernández † (16 gennaio 1874 - 5 luglio 1875 nominato arcivescovo, titolo personale, di Malaga)
- Constantino Bonet Zanuy † (17 settembre 1875 - 10 ottobre 1878 deceduto)
- José Raimundo Benito Villamitjana Vila † (28 febbraio 1879 - 3 settembre 1888 deceduto)
- Tomás Costa y Fornaguera † (27 maggio 1889 - 10 ottobre 1911 deceduto)
- Antolín López y Peláez † (18 luglio 1913 - 23 dicembre 1918 deceduto)
- Francisco de Asís Vidal y Barraquer † (7 maggio 1919 - 13 settembre 1943 deceduto)
- Manuel Arce y Ochotorena † (29 marzo 1944 - 16 settembre 1948 deceduto)
- Benjamín de Arriba y Castro † (22 gennaio 1949 - 19 novembre 1970 ritirato)
- José Pont y Gol † (23 novembre 1970 - 11 aprile 1983 ritirato)
- Ramón Torrella Cascante † (11 aprile 1983 - 20 febbraio 1997 ritirato)
- Lluís Martínez Sistach (20 febbraio 1997 - 15 giugno 2004 nominato arcivescovo di Barcellona)
- Jaume Pujol Balcells (15 giugno 2004 - 4 maggio 2019 ritirato)
- Joan Planellas i Barnosell, dal 4 maggio 2019

## Statistiche
L'arcidiocesi nel 2023 su una popolazione di 645.025 persone contava 541.800 battezzati, corrispondenti all'84,0% del totale.
| anno | popolazione | popolazione | popolazione | presbiteri | presbiteri | presbiteri | presbiteri                | diaconi | religiosi | religiosi | parrocchie |
| anno | battezzati  | totale      | %           | numero     | secolari   | regolari   | battezzati per presbitero | diaconi | uomini    | donne     | parrocchie |
| ---- | ----------- | ----------- | ----------- | ---------- | ---------- | ---------- | ------------------------- | ------- | --------- | --------- | ---------- |
| 1950 | 215.000     | 215.000     | 100,0       | 283        | 248        | 35         | 759                       |         | 130       | 625       | 151        |
| 1969 | 260.000     | 263.000     | 98,9        | 355        | 285        | 70         | 732                       |         | 60        | 940       | 131        |
| 1980 | 343.000     | 350.000     | 98,0        | 259        | 185        | 74         | 1.324                     |         | 196       | 819       | 193        |
| 1990 | 366.000     | 375.000     | 97,6        | 248        | 185        | 63         | 1.475                     | 1       | 158       | 788       | 193        |
| 1999 | 368.000     | 381.000     | 96,6        | 197        | 149        | 48         | 1.868                     | 3       | 124       | 557       | 198        |
| 2000 | 396.000     | 411.950     | 96,1        | 195        | 148        | 47         | 2.030                     | 4       | 120       | 555       | 198        |
| 2001 | 406.000     | 422.909     | 96,0        | 186        | 143        | 43         | 2.183                     | 4       | 113       | 525       | 199        |
| 2002 | 409.000     | 427.000     | 95,8        | 183        | 143        | 40         | 2.234                     | 5       | 108       | 523       | 199        |
| 2003 | 437.000     | 456.526     | 95,7        | 184        | 144        | 40         | 2.375                     | 5       | 104       | 519       | 199        |
| 2004 | 437.000     | 456.526     | 95,7        | 183        | 141        | 42         | 2.387                     | 5       | 107       | 512       | 199        |
| 2010 | 517.800     | 549.500     | 94,2        | 174        | 136        | 38         | 2.975                     | 5       | 110       | 396       | 200        |
| 2014 | 520.000     | 619.538     | 83,9        | 165        | 131        | 34         | 3.151                     | 5       | 95        | 439       | 200        |
| 2017 | 517.350     | 615.631     | 84,0        | 163        | 138        | 25         | 3.173                     | 9       | 83        | 348       | 200        |
| 2020 | 523.500     | 623.230     | 84,0        | 139        | 114        | 25         | 3.766                     | 7       | 88        | 254       | 200        |
| 2022 | 536.104     | 638.237     | 84,0        | 131        | 105        | 26         | 4.092                     | 8       | 81        | 230       | 201        |
| 2023 | 541.800     | 645.025     | 84,0        | 128        | 108        | 20         | 4.232                     | 9       | 76        | 189       | 201        |